# Erigeron annuus
Erigeron annuus là một loài thực vật có hoa trong họ Cúc. Loài này được (L.) Pers. mô tả khoa học đầu tiên năm 1807.